# 신라장적
신라 장적(新羅帳籍)은 신라 때 서원경(西原京 : 현 청주시) 지방 4개 촌의 장적(帳籍)으로, 당시 촌락의 경제 상황과 국가의 세무 행정을 알 수 있는 자료이다. 신라 민정 문서 또는 신라 촌락 문서, 정창원 문서(正倉院文書)라고도 부른다. 당시 신라의 율령 정치는 물론, 신라 사회의 구조를 이해하는 데 대단히 귀중한 자료이다.

## 발견
1933년 일본 도다이 사(東大寺) 쇼소인(正倉院)에 소장된 13매(枚)의 경질(經帙) 중 파손된 《화엄경론(華嚴經論)》의 책갑을 수리할 때 내부의 포심(布心)에 덧붙인 휴지 중에서 이 문서가 나왔다.

## 내용
이 문서는 해서(楷書)로 씌었으며, 모두 62행(行)으로 되어 있다.
여기에는
1. 당현사해점촌(當縣沙害漸村)
2. 당현살하지촌(當縣薩下知村)
3. 촌명 미상의 촌
4. 서원경 관할의 어느 촌

이상의 네 개 촌에 대한 촌의 둘레·연호수(煙戶數)·인구·전답(田畓)·마전(麻田)·백자(栢子 : 잣)·추자 (秋子 : 胡桃)·뽕나무 등의 나무 수와 소·말의 수효까지 기록되어 있어 촌락의 생태를 잘 알 수 있다. 이때 토지는 그 종류와 넓이를 기록하고, 사람은 인구·가호·노비의 수 등을 기록했다. 이 민정 문서는 3년간의 사망·이동 등 변동 내용에 따른 변동이 기록된 점으로 보아 3년 만에 한 번씩 작성된 듯하다. 특히 사람은 남녀별로 구분하고, 16세에서 60세의 남자의 연령을 기준으로 나이에 따라 6등급으로 구분하여 기록하였다. 호(가구)는 사람의 많고 적음에 따라 상상호(上上戶)에서 하하호(下下戶)까지 9등급으로 나누어 파악하였다.

## 작성 시기
이 문서의 작성 시기에 대해서는 여러 가지 설이 존재한다. 노무라 다다오는 경덕왕 14년(755년)으로 상정하고, 다른 학자는 815년설을 주장하기도 하는 등, 학자에 따라 각각 연대를 달리 보고 있다.

## 같이 보기
- 신라
- 둠스데이 북 - 잉글랜드 왕국의 비슷한 개념의 문서

## 참고 문헌
- 이 문서에는 다음커뮤니케이션(현 카카오)에서 GFDL 또는 CC-SA 라이선스로 배포한 글로벌 세계대백과사전의 "〈통일신라의 사회〉" 항목을 기초로 작성된 글이 포함되어 있습니다.